# 沈诒炎
沈诒炎（1933年1月—2023年3月8日），浙江湖州人，中国人民解放军正军职退休干部、原北京军区副参谋长。

## 生平
沈诒炎1950年3月入伍，1956年1月加入中国共产党。历任学员，军作训处参谋，团参谋长，军作训处副处长、处长，副师长，军参谋长，石家庄陆军学院训练部部长等职。
2023年3月8日，沈诒炎因病于北京逝世，享年90岁。讣告刊登在6月2日的《解放军报》。